# Cliff Robertson
Clifford Parker "Cliff" Robertson III (La Jolla, Kalifornia, 1923. szeptember 9. – Stony Brook, New York, 2011. szeptember 10.) Oscar- és Primetime Emmy-díjas amerikai színész. 
Utolsó filmszerepét 2007-ben, a Pókember-trilógia harmadik részében játszotta, amelyben Ben Parkert formálta meg.

## Élete és pályafutása
1923. szeptember 9-én született a kaliforniai La Jollában. Apja a texasi születésű Clifford Parker Robertson, Jr. (1902-1968), anyja Audrey Olga Willingham (1903-1925). A szülei hamar elváltak. Anyja 21 éves korában meghalt hashártyagyulladás következtében, Texasban. Így az anyai nagyanyjához, Mary Eleanor "Eleonora" Willinghamhoz került (1875-1957), Kaliforniába, ahol ő és az apja csak ritkán látták egymást. 1941-ben diplomázott a La Jolla Highi Iskolában, ahol ő volt az úgynevezett "The Walking Phoenix". A második világháború idején az Egyesült Államokban, az Egyesült Államok kereskedelmi flottájánál szolgált. Ezt követően az Antioch College-ben tanult, Ohioban, ahol rövid ideig újságíróként dolgozott.
Pályáját az 1940-es évek elején kezdte. Először New York-i színpadi szerepekkel, majd később a filmes munkákkal folytatta. A filmes áttörést az 1963-as PT 109 c. film hozta el számára, amelyben a fiatal John Fitzgerald Kennedyt formálhatta meg, mert Warren Beatty visszautasította a szerepet. Párhuzamosan játszott további tévé- és mozifilmekben. Legjelentősebb főszerepéért, amit az 1968-as Charly – Virágot Algernonnak c. filmben nyújtott, elnyerte a legjobb férfi alakításnak járó Oscar-díjat.
Robertson kétszer is kipróbálta magát rendezőként, az 1971-es R.W. Coop, A rodeó királyával és az 1980-as The Pilot c. filmekben, amelyeknek a főszereplője is volt egyben. Emlékezetes filmjei közé tartozik A Keselyű három napja és Brian de Palma Megszállottságának a főszerepe is. Később szerepelt a Reneszánsz emberben, és a Menekülés Los Angelesből c. filmekben.
Majd a 2000-es években pedig Sam Raimi 3 részes Pókember-filmjében is szerepelt mint, Ben Parker, aki a főszereplő Peter Parker bácsikáját alakította. A film 1. része szerint meghal egy gyilkosságban, de a film 2. és a 3. részében is feltűnik, mint ritkán megjelenő mellékszereplő, Peter emlékében. A 2007-es Pókember 3. c. film volt a legutolsó filmes munkája. Ezután véglegesen visszavonult a filmes pályától.

### Columbia Pictures-féle botránya
1977-ben, Robertson, annak ellenére, hogy nem végzett el semmilyen munkát, kapott egy 10 000 dolláros csekket, amelyen felfedezte, hogy saját aláírását ráhamisították. Teljes vizsgálatot indított ez ügyben, és rájött, hogy a Columbia Pictures akkori vezetője, David Begelman volt a hamisító. Begelmanről kiderült, hogy már nem ez volt az első ilyen botránya Hollywoodban, az 1970-es években. A nyomozás során még két hamisított csekket találtak nála (összesen 60 000 dollár értékben), emiatt sikkasztásért megvádolták, elítélték és kirúgták a Columbia Picturestől. A hollywoodi producerek ezután Robertsont tették feketelistára, mert ő és felesége beszélt az ügyről a sajtónak. Néhány évig nem játszhatott hollywoodi filmekben.

## Magánélete
1957-ben házasodott először, amikor feleségül vette Cynthia Stone színésznőt, aki Jack Lemmon színész felesége volt. És akitől született egy fia Chris Lemmon, aki Robertson mostohafia volt. Mielőtt elvált volna 1959-ben, született egy lánya, Stephanie.
1966-ban nősült meg újra, amikor is feleségül vette Dina Merrill színésznőt, akitől született egy fia, Stanley M. Rumbough, Jr. és egy lánya, Heather (1969-2007). Ez a házasság több mint 20 évig tartott. Azután 1989-ben végérvényesen elváltak.
Az egyik fő hobbija a repülés volt.

## Halála
2011. szeptember 10-én hunyt el a New York állambeli Stony Brook-ban, mindössze egy nappal 88. születésnapja után. Földi maradványait elhamvasztották.

## Filmográfia

### Film

#### Rendező, író és producer
| Év   | Magyar cím                | Eredeti cím                         | Feladatkör | Feladatkör | Feladatkör        |
| Év   | Magyar cím                | Eredeti cím                         | Rendező    | Író        | Producer          |
| ---- | ------------------------- | ----------------------------------- | ---------- | ---------- | ----------------- |
| 1971 | J.W. Coop, a rodeó király | J. W. Coop                          | Igen       | Igen       | Igen              |
| 1972 | Banditák a jenkik földjén | The Great Northfield Minnesota Raid | Nem        | Nem        | Nincs feltüntetve |
| 1980 | A pilóta                  | The Pilot                           | Igen       | Nem        | Nem               |
| 2002 |                           | 13th Child                          | Nem        | Igen       | Nem               |

#### Színész
| Év   | Magyar cím                      | Eredeti cím                         | Szerep                     | Magyar hang         |
| ---- | ------------------------------- | ----------------------------------- | -------------------------- | ------------------- |
| 1943 |                                 | We've Never Been Licked             | Adams                      |                     |
| 1943 |                                 | Corvette K-225                      | megfigyelő                 |                     |
| 1955 | Piknik                          | Picnic                              | Alan Benson                |                     |
| 1956 | Őszi falevél                    | Autumn Leaves                       | Burt Hanson                |                     |
| 1958 |                                 | The Girl Most Likely                | Pete                       |                     |
| 1958 |                                 | The Naked and the Dead              | Robert Hearn hadnagy       |                     |
| 1959 | Csirpe                          | Gidget                              | Burt "The Big Kahuna" Vail |                     |
| 1959 |                                 | Battle of the Coral Sea             | Jeff Conway őrnagy         |                     |
| 1959 |                                 | As the Sea Rages                    | Clements                   |                     |
| 1961 | Jövedelmező éjszaka             | All in a Night's Work               | Warren Kingsley Jr.        | Zana József         |
| 1961 |                                 | Underworld U.S.A.                   | 'Tolly' Devlin             |                     |
| 1961 | A nagy mutatvány                | The Big Show                        | Josef Everard              | Sztankay István     |
| 1962 |                                 | The Interns                         | Dr. John Paul Otis         |                     |
| 1963 |                                 | My Six Loves                        | Jim Larkin tiszteletes     |                     |
| 1963 |                                 | PT 109                              | John F. Kennedy hadnagy    |                     |
| 1963 | Vasárnap New Yorkban            | Sunday in New York                  | Adam Tyler                 | Kovács István       |
| 1964 | A legjobb ember                 | The Best Man                        | Joe Cantwell               |                     |
| 1964 | A 633-as repülőszázad           | 633 Squadron                        | Roy Grant alezredes        | Balázsi Gyula       |
| 1964 | A 633-as repülőszázad           | 633 Squadron                        | Roy Grant alezredes        | Csankó Zoltán       |
| 1965 |                                 | Love Has Many Faces                 | Pete Jordon                |                     |
| 1965 |                                 | Masquerade                          | David Frazer               |                     |
| 1965 |                                 | Up from the Beach                   | Edward Baxter őrmester     |                     |
| 1967 | Rókamese                        | The Honey Pot                       | William McFly              | Csankó Zoltán       |
| 1968 | Piszkos osztag                  | The Devil's Brigade                 | Alan Crown őrnagy          | Harmath Imre        |
| 1968 | Charly – Virágot Algernonnak    | Charly                              | Charlie Gordon             | Tordy Géza          |
| 1968 | Charly – Virágot Algernonnak    | Charly                              | Charlie Gordon             | Szakácsi Sándor     |
| 1970 | Megsemmisítését elrendelem      | Too Late the Hero                   | Sam Lawson hadnagy         | Orosz István        |
| 1971 | J.W. Coop, a rodeó király       | J. W. Coop                          | J.W. Coop                  |                     |
| 1972 | Banditák a jenkik földjén       | The Great Northfield Minnesota Raid | Cole Younger               | Csuja Imre          |
| 1973 |                                 | Ace Eli and Rodger of the Skies     | Eli 'Ace' Walford          |                     |
| 1974 | Ember a hintán                  | Man on a Swing                      | Lee Tucker                 | Szokolay Ottó       |
| 1975 | Holtszezon                      | Out of Season                       | Joe Tanner                 | Avar István         |
| 1975 | A Keselyű három napja           | Three Days of the Condor            | J. Higgins                 | Avar István         |
| 1975 | A Keselyű három napja           | Three Days of the Condor            | J. Higgins                 | Sörös Sándor        |
| 1976 |                                 | Shoot                               | Rex                        |                     |
| 1976 | A Midway-i csata                | Midway                              | Carl Jessop parancsnok     | Kovács István       |
| 1976 | Megszállottság                  | Obsession                           | Michael Courtland          | Sörös Sándor        |
| 1977 |                                 | Fraternity Row                      | narrátor                   |                     |
| 1979 |                                 | The Little Prince (rövidfilm)       | házigazda / pilóta         |                     |
| 1979 | Dominique                       | Dominique                           | David Ballard              | Oszter Sándor       |
| 1980 | A pilóta                        | The Pilot                           | Mike Hagan                 | Vass Gábor          |
| 1983 | Egy aktmodell halála            | Star 80                             | Hugh Hefner                | Ujlaki Dénes        |
| 1983 | Klassz (Én és a te anyád)       | Class                               | Mr. Burroughs              | Medgyesfalvy Sándor |
| 1983 | Agyhalál                        | Brainstorm                          | Alex Terson                | Gruber Hugó         |
| 1985 | Rázós futam                     | Shaker Run                          | Judd Pierson               | Csikos Gábor        |
| 1987 | Malone                          | Malone                              | Charles Delaney            | Harsányi Gábor      |
| 1991 | Szívgalopp                      | Wild Hearts Can't Be Broken         | Dr. Carver                 |                     |
| 1992 | Szelek szárnyán                 | Wind                                | Morgan Weld                | Barbinek Péter      |
| 1994 | Reneszánsz ember                | Renaissance Man                     | James ezredes              | Várkonyi András     |
| 1995 |                                 | Pakten                              | Ted Roth                   |                     |
| 1996 | Menekülés Los Angelesből        | Escape from L.A.                    | Adam elnök                 | Rajhona Ádám        |
| 1998 |                                 | Melting Pot                         | Jack Durman                |                     |
| 1998 | Bűntény Berlinben               | Assignment Berlin                   | Cliff Garret               |                     |
| 1999 |                                 | Family Tree                         | Larry                      |                     |
| 2001 | Mach 2. – Merénylet a levegőben | Mach 2                              | Pike alelnök               | Uri István          |
| 2002 | Pókember                        | Spider-Man                          | Ben Parker                 | Tordy Géza          |
| 2002 |                                 | 13th Child                          | Mr. Shroud                 |                     |
| 2004 | Pókember 2.                     | Spider-Man 2                        | Ben Parker (cameo)         | Makay Sándor        |
| 2004 | A golyó                         | Riding the Bullet                   | Farmer                     | Végvári Tamás       |
| 2007 | Pókember 3.                     | Spider-Man 3                        | Ben Parker (cameo)         |                     |

### Televízió
- 2001 - Falcon Down ... Buzz Thomas
- 1999 - Végtelen határok (TV Sorozat) ... Theodore Harris
- 1987 - Az ember és a gép (Ford: The Man and the Machine) ... Henry Ford
- 1985 - Kulcs a Manderley-házhoz - avagy fedőneve Rebecca (The Key to Rebecca) ... William Vandam őrnagy
- 1982 - Ketten egyformák (Two of a Kind) ... Frank Minor
- 1978 - Overboard ... Mitch Garrison
- 1977 - Washington zárt ajtók mögött (Washington: Behind Closed Doors) ... William Martin
- 1973 - Ace Eli and Rodger of the Skies ... Ace Eli Walford
- 1965 - Maszkabál (Masquerade)
- 1962 - Buszmegálló (TV Sorozat) ... Charlie Vansinger
- 1954 - Armstrong Circle Theatre (TV Sorozat) ... John Robinson
- 1953-1954 - Rod Brown of the Rocket Rangers (TV Sorozat) ... Rod Brown
- 1952-1954 - Robert Montgomery Presents (TV Sorozat) ... Clark / Mitch Hickock / Paul
- 1952 - The Bride's Teapot

## Fordítás
- Ez a szócikk részben vagy egészben  a   Cliff Robertson című angol Wikipédia-szócikk fordításán alapul.  Az eredeti cikk szerkesztőit annak laptörténete sorolja fel. Ez a jelzés csupán a megfogalmazás eredetét és a szerzői jogokat jelzi, nem szolgál a cikkben szereplő információk forrásmegjelöléseként.